# Ulf Essers

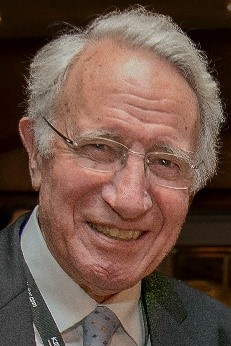
Ulf Essers

Ulf Essers (* 4. März 1930 in Berlin; † 7. Dezember 2023 in Stuttgart) war ein deutscher Ingenieur und emeritierter Hochschullehrer des Fachgebietes Verbrennungsmotoren und Kraftfahrwesen.

## Berufliche Tätigkeit
Ulf Essers studierte Maschinenbau, promovierte 1966 zum Dr.-Ing. mit seiner Arbeit Über mechanische Geräte zur Messung der vertikalen Schwingwege an Kraftfahrzeugen und habilitierte sich 1969 zum Privatdozenten der RWTH Aachen mit seiner Schrift: Messtechnische Untersuchung der Kolbenquerbewegung an Verbrennungsmotoren. Ende 1971 kam er nach Stuttgart, wo er als Ordinarius und Leiter des Instituts für Kraftfahrwesen und Fahrzeugmotoren IKF, heute IFS berufen wurde.
Dort entwickelte er auch das Forschungsinstitut für Kraftfahrwesen und Fahrzeugmotoren (FKFS), dessen Vorstand er wurde, maßgeblich weiter. Das FKFS wurde 1930 von W. Kamm gegründet und erlebte unter Ulf Essers eine beeindruckende Aufbau- und Wachstumsphase.
Das Universitätsinstitut – 1976 umbenannt in IVK und inzwischen umbenannt in IFS – war vor allem in der Lehre und in der Grundlagenforschung aktiv, während das FKFS der Fahrzeug- und Motorenindustrie Forschungs- und Entwicklungsdienstleistungen anbot, über die Doktoranden einen Zugang zu industriellen Aufgabenstellungen erhielten.
Das zunehmende Interesse öffentlicher Stellen an umweltrelevanten Forschungsvorhaben zur Motor- und Fahrzeugakustik sowie zu den Abgasemissionen führte zu umfangreichen Förderungen durch die Forschungsvereinigung Verbrennungskraftmaschinen (FVV), die Forschungsvereinigung Automobiltechnik (FAT), die Deutsche Forschungsgemeinschaft (DFG), das Bundesministerium für Forschung und Technologie (BMFT) und das Umweltbundesamt (UBA). Essers konnte derart neue und zukunftsträchtige Arbeitsgebiete aufbauen.
So erzielte das FKFS international beachtete Fortschritte und neue Erkenntnisse auf den von Ulf Essers initiierten und beeinflussten Gebieten der Fahrzeugakustik (Motorraum-Kapselungen, Trennung Körper- und Luftschallübertragung) und der Reifen/Fahrbahngeräusche. Weiterhin gehörten dazu das Arbeitsgebiet der aerodynamischen Außengeräusche mit deren Messmöglichkeit im Windkanal. Fragen der Triebwerksmechanik und -dynamik (Kolbenquerbewegungen, Instationärbetrieb) sowie die Erprobung von Alternativkraftstoffen (erster Pkw auf dem Kontinent mit FKFS-Wasserstoff-Einblasung in das Saugrohr des Verbrennungsmotors und Flüssig-Wasserstoff-Speicher der DFVLR). Auch mit der Einflussnahme auf die Minimierung des Dioxinausstoßes im Straßenverkehr und speziellen Abgasuntersuchungen an Bootsmotoren erzielte das FKFS Anerkennung.
Neben diesen Aktivitäten in Forschung und strategischer Planung investierte Ulf Essers in die Lehre:
- Betonung der Ausbildung in der Konstruktion in den Hauptfächern „Kraftfahrwesen“ und „Verbrennungsmotoren“
- langjährige Mitarbeit in der Studienkommission „Maschinenwesen“
- Mitgestaltung der Ausbildung für das Lehramt an berufsbildenden Schulen sowie Mitgestaltung des Diplomstudiengangs „technisch orientierte Betriebswirtschaftslehre“
- Entwicklung und Durchsetzung des grundständigen Diplomstudiengangs „Fahrzeug- und Motorentechnik“
- Über 12 Jahre Mitglied im Senat und im großen Senat
- zwei Amtszeiten als Dekan (1976–1978 und 1987–1988)
- 1976–1988 kommissarischer Leiter des Instituts für Technische Verbrennung.

Essers wurde zum 1. April 1998 emeritiert. Als Emeritus übernahm er neben anderen ehrenamtlichen Tätigkeiten im Kuratorium der Boysen-Stiftung in den Jahren 2001 und 2002 die Betreuung einer Projektgruppe der Bayerischen Elite-Akademie. Darüber hinaus stand er noch acht Doktoranden in der Schlussphase ihrer Arbeiten als Doktorvater zur Verfügung.
Essers besondere Verdienste bei der umweltrelevanten Forschung zum Lärm- und Immissionsschutz vereint mit einem hohen Maß an gesellschaftlicher Verantwortung, wurden im Juni 2000 durch die Verleihung des Verdienstkreuzes am Bande des Verdienstordens der Bundesrepublik Deutschland gewürdigt.
„Mit seinem großen persönlichen Engagement und seiner hohen fachlichen Qualifikation hat Professor Essers in verantwortlichen Funktionen im Beruf und im Ehrenamt die Entwicklung der Kraftfahrzeug- und Motorentechnik nachhaltig geprägt und gefördert und damit einen wichtigen Beitrag für den Automobilstandort Baden-Württemberg geleistet“, betonte Christoph Palmer, Minister im Staatsministerium, bei der Verleihung in der Stuttgarter Villa Reitzenstein. Ulf Essers war von 1971 bis zu seiner Emeritierung 1998 Direktor des IVK und in Personalunion des Forschungsinstituts für Kraftfahrwesen und Fahrzeugmotoren Stuttgart, FKFS. Der exzellente Ruf beider Institute sei untrennbar mit dem Namen Essers und dessen 27-jährigem Wirken an der Universität verbunden, sagte Palmer. Besonders bemerkenswert und bis heute nahezu einmalig sei die zweigleisige Beschäftigung mit den komplexen Arbeitsbereichen Kraftfahrzeugtechnik und Motorentechnik. Essers habe beide Gebiete national wie international auf höchstem Niveau vertreten. Als besonderen Schwerpunkt von Prof. Essers Arbeit, der die Zusammenarbeit mit der Industrie in den Bereichen Aerodynamik, Energieeinsparung und Umweltverträglichkeit gefördert habe, hob Palmer die Errichtung der Windkanalanlage auf dem Uni-Campus in Vaihingen hervor. Ein wichtiges Anliegen sei ihm die Sicherung des Ingenieurnachwuchses gewesen.

## Auszeichnung
- 2000: Verdienstkreuz am Bande des Verdienstordens der Bundesrepublik Deutschland

## Schriften (Auszug)
- U. Essers, E. Essers: Fahrzeug-Rollenprüfstand mit Stoßmessvorrichtung. Patentschrift DE000001120757A (1961)
- U. Essers: Über mechanische Geräte zur Messung der vertikalen Schwingwege an Kraftfahrzeugen. Dissertation. RWTH-Aachen, 1966.
- U. Essers: Maßnahmen zur Verminderung der Geräuschemissionen von Kraftfahrzeugen. VDI-Berichte Nr. 238, 1975, S. 71–83.
- U. Essers, R. Greiner, W. Liedl, J. Potthoff: Auswirkungen des Frontantriebs auf das Karosseriekonzept des Forschungs-Pkw UNI-CAR. VDI-Berichte Nr. 418, 1981, S. 209ff.
- H. Appel, B. Breuer, U. Essers, J. Helling, H.-P. Wollumeit: UNI-CAR – Der Forschungs-Personenwagen der Hochschularbeitsgemeinschaft. In: ATZ. 84, H. 3, 1982, S. 1–11.
- U. Essers, H. J. Feucht, P. Gutzmer: Körperschallanregung durch den Kolben bei einem Pkw-Dieselmotor. Automobil-Industrie 4 1982, S. 419–422.
- K.-L. Haken, U. Essers: Ein neues Messfahrzeug zur Ermittlung von Reifenkennfeldern auf echten Fahrbahnen. Tagungsband. XXIII. FISITA Kongress, Turin 1990, S. 341–348.
- B. Mahr, U. Essers: Einfluss der Verbrennung auf das Geräusch des direkteinspritzenden Dieselmotors. VDI-Fortschrittsberichte, Reihe 12, Nr. 140, 1990, S. 143–161.
- W. Liedl, U. Essers: Lärmminderung eines Verteiler-Lkws mit luftgekühltem Dieselmotor. VDI-Fortschritts-Berichte, Reihe 6, Nr. 85, S. 267 ff.
- U. Essers, R. Künzel: Reduzierung der Abgasemission bei Zweitakt-Ottomotoren. In: MTZ. 53, H. 7/8, 1992, S.
- H. V. Fuchs, D. Eckoldt, U. Essers, J. Potthoff: The New Design Concepts for Silencing Aeroacoustic Wind Tunnels. DGLR/AIAA, 14th Conference, Aachen, 11.–14. Mai 1992.
- R. Ries, M. Helfer, U. Essers: Einsatz von servohydraulischen Fahrbahnsimulatoren bei der Untersuchung des Rollgeräusches in Pkw. In: ATZ. 95, Nr. 1, 1993, S. 42–45.
- J. Potthoff, J. Essers, D. Eckoldt, H. V. Fuchs, M. Helfer: Der neue Aeroakustik-Automobil-Windkanal der Universität Stuttgart. In: ATZ. 96, H. 7/8, 1994, S. 438–447.
- R. Künstner, J. Potthoff, U. Essers: The Aero-Acoustic Wind Tunnel of Stuttgart University. SAE-Paper No. 950625, Detroit, 27.02.-2. März 1995.
- U. Sailer, U. Essers: Parallelverarbeitung als Weg zur Echtzeitsimulation in der Kfz-Steuergeräte-Entwicklung. VDI-Tagung "Berechnung und Simulation im Fahrzeugbau", Würzburg, 1996, VDI-Berichte 1996.
- M. Herbig, U. Essers: Auswirkung einer Motorraumkapselung auf das Motorkühlsystem und den Kühlluftwiderstand. In: ATZ. 99, H. 7/8, 1997, S. 460–466.
- D. Hötzner, U. Essers: Entwicklung einer verbrauchsoptimierten Schaltstrategie für ein automatisiertes Schaltgetriebe. 2. Stuttgarter Symposium "Kraftfahrwesen und Verbrennungsmotoren", Expert-Verlag, Renningen 1997.